# Biserica fortificată din Velț

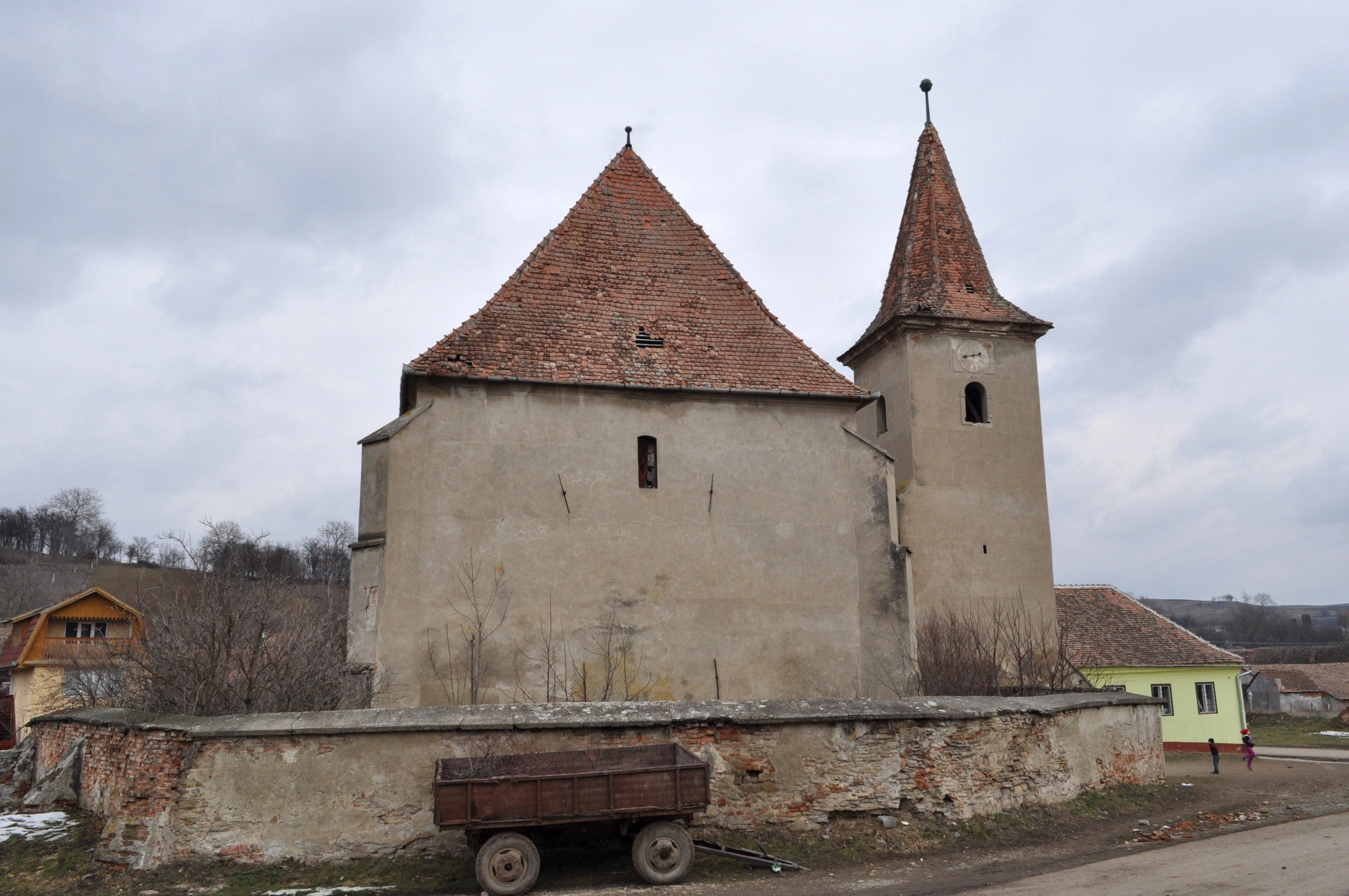
Biserica fortificată din Velț, județul Sibiu, foto: februarie 2013.

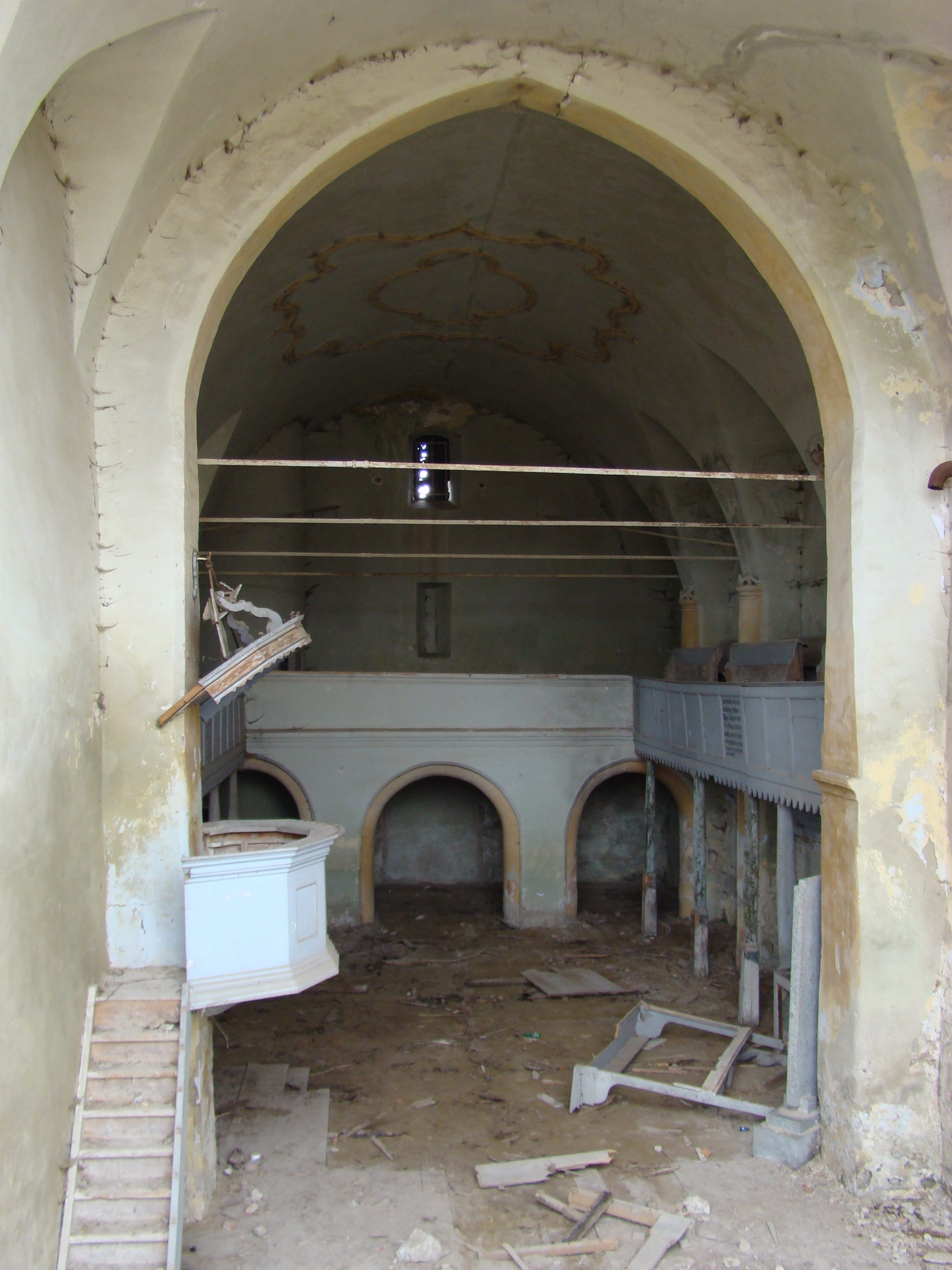
Biserica sală

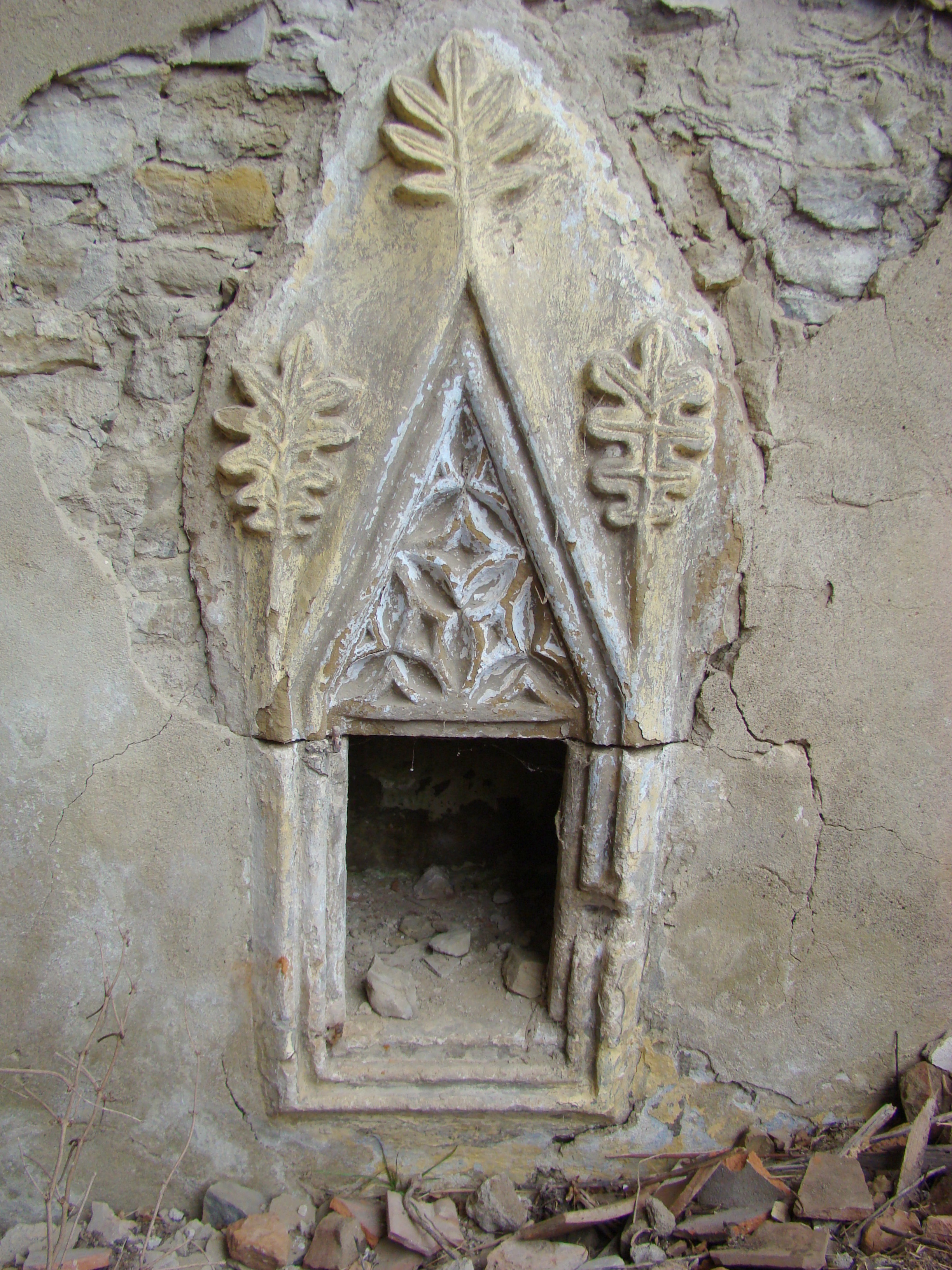
Tabernacol

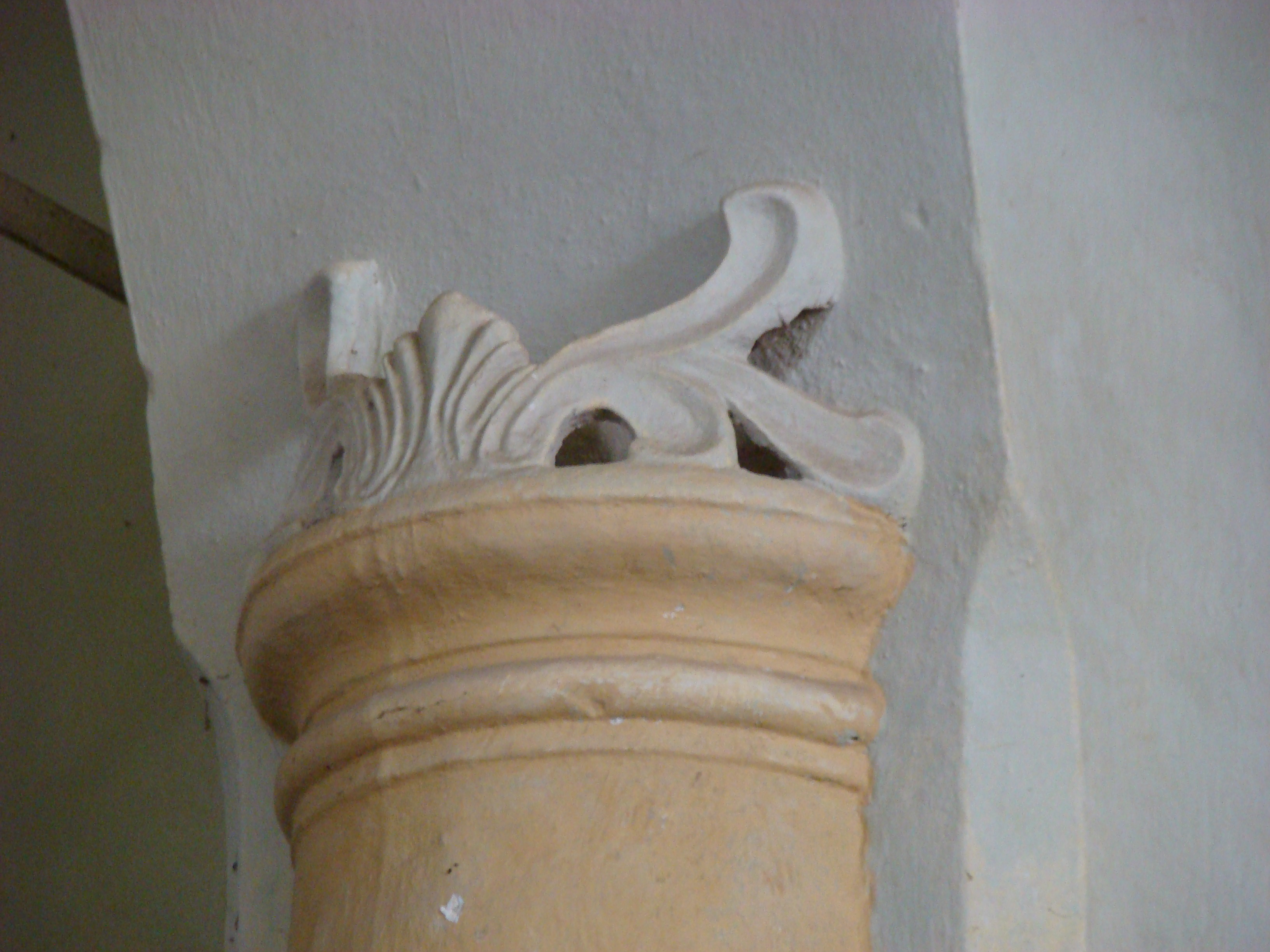
Capitel

Biserica evanghelică fortificată din Velț, județul Sibiu, a fost construită în secolul al XV-lea (cca. 1400). Figurează pe lista monumentelor istorice 2010, cod LMI SB-II-a-B-12585, cu următoarele obiective:
- cod LMI SB-II-a-A-12585.01 - Biserica evanghelică fortificată, a doua jumătate a secolului al XIV-lea, 1881;
- cod LMI SB-II-a-A-12585.02 - Incintă fortificată, cu fosta locuință a paznicului cetății și turn de poartă,  	sec. XVI, sec. XIX.

## Localitatea
Velț se numea în limba germană, la data atestării sale Wölz derivat din în ungurește Völgy și în latină Weulch, cu semnificația de vale. Prima mențiune a satului apare într-un document din 1359, proces de judecată asupra unor defrișări de pădure din vecinătatea satului Bazna, pe care locuitorii din Velț l-au pierdut:
„Noi, Dominic, prepozitul de Zips... și Petru, fiul lui Ștefan de Darw, comitele... regești și cavaler al curții reginei, dăm de știre și facem cunoscut... că atunci când am fost în orașul Mediaș, și au venit cei din obștea sașilor ce țin de acest Mediaș... înfățișându-se chibzuitul bărbat domnul Nicolae parohul și Ioan judele de Bazna, ni s-au plâns împotriva obștei sașilor din Velț, ... care taie neîncetat o parte din pădurea aceasta, așezată la hotarul și marginea zisului sat Bazna, în vecinătatea moșiilor Boian, care ține de Cetatea de Baltă, și Proștea Mare, a domnului prepozit de Sibiu.”

## Biserica
Biserica sală a fost construită în jurul anului 1400, stilul său aparținând din punct de vedere stilistic de goticul târziu. Închis spre partea de est, corul său generos este separat printr-un arc triumfal neobișnuit de înalt, de sală, el fiind iluminat prin intermediul a trei ferestre încheiate cândva în arc frânt.  Pe peretele nordic nu există ferestre, în timp ce peretele sudic are trei ferestre înguste în arc frânt. Odinioară, spre apus, fațada deschidea un portal impresionant de circa doi metri înălțime și lat  de 1.5 metri, el fiind zidit ulterior. Intrarea în biserică se face pe o singură ușă de acces aflată pe latura sudică, acces ce formează un alt arc frânt ce se profilează evident printr-o tencuială de mortar.  Caturile de apărare aveau fiecare șapte metereze, câte două aflate în pereții corului și câte unul pe laturile estice ale absidei. Meterezele au formă dreptunghiulară, destinația lor  fiind adresată armelor de foc.
Corul și sala sunt prevăzute cu boltă semicilindrică cu penetrații. În vest există un balcon pentru orgă,  adăugat mai târziu. Orga este din 1812 și a fost reparată de meșterul Karl Einschenk în 1914. Din perioada gotică se păstrează tabernaculul și 2 clopote din secolele al  XV-lea - XVI-lea. În partea de sud este situat turnul de poartă și clopotnița. Turnul este datat în partea de sud 1601, acesta servind ca clopotniță, având o înălțime de aproximativ 32 m. În sud-est se află o clădire care, în 1854, a fost construită ca primărie, este posibil ca în Evul Mediu pe locul respectiv să fi fost o capelă.
În anul 1880 s-au făcut restaurări care au consolidat bolta actuală, corul a fost prevăzut cu un dublu cerc și în interior cu 8 bare transversale, partea inferioară a bisericii a fost reconstruită din piatră și cărmidă. Pereții laterali și bolta sunt construite numai din cărămidă. Conform censului din 1910, locuitorii satului, în număr de 987 de persoane, au decis să facă o restaurare generală  în anul 1912.
Altarul baroc a fost distrus cu ocazia prăbușirii peretelui de est al corului, în 2002. O incintă ovală înconjoară biserica.  Nemaiexistând o comunitate evanghelică în localitate, corul prăbușit nu a fost reconstruit.

## Fortificația
Inițial, zidurile incintei  au fost mai înalte decât ceea ce se păstrează la ora actuală și înconjurau curtea după un traseu aproximativ oval. Fortificația este delimitată către est de malurile abrupte ale unui pârâu, care creează o porțiune de apărare naturală. Este de presupus că zidurile aveau prevăzute metereze și drum de strajă, știut fiind faptul că pentru a rezista la un asediu de lungă durată, acestea trebuiau să aibă o înălțime de minimum 5 metri. Clopotnița este așezată în centrul laturii sudice a cetății, deasupra intrării boltite. Clopotnița are partea inferioară făcută din piatră, ea având catul al doilea executat exclusiv din cărămidă. La al treilea nivel sunt clopotele, nivelul afișând patru ferestre largi. Pe o bârnă transversală există inscripționat un an care face referire, probabil, la anul construcției turnului, sau la data unei restaurări și supraetajări a clopotniței: "Sub campanatoris officio Stephani Reinerty dipschensis anno 1601". Două din clopote au fost făcute în  anii de  dinaintea Reformei, pe cel mai mare fiind gravată inscripția cu minuscule gotice: "inesus cristus hitf uns 1441"  
Conform unei scrieri, proprietarii cămărilor de provizii din cadrul fortificației au luat hotărârea în anul 1873 de reducere a înălțimii zidurilor de incintă la numai opt - nouă picioare (2 metri, azi) de la nivelul de doi stânjeni. Aceeași hotărâre stipulează și demolarea construcților din cadrul ansamblului fortificației care se aflau în ruină. Similar și concomitent s-a demolat "cămara cărnii" alipită incintei, lângă turn. Ea a fost reconstruită ulterior lângă casa parohială.

## Imagini din exterior

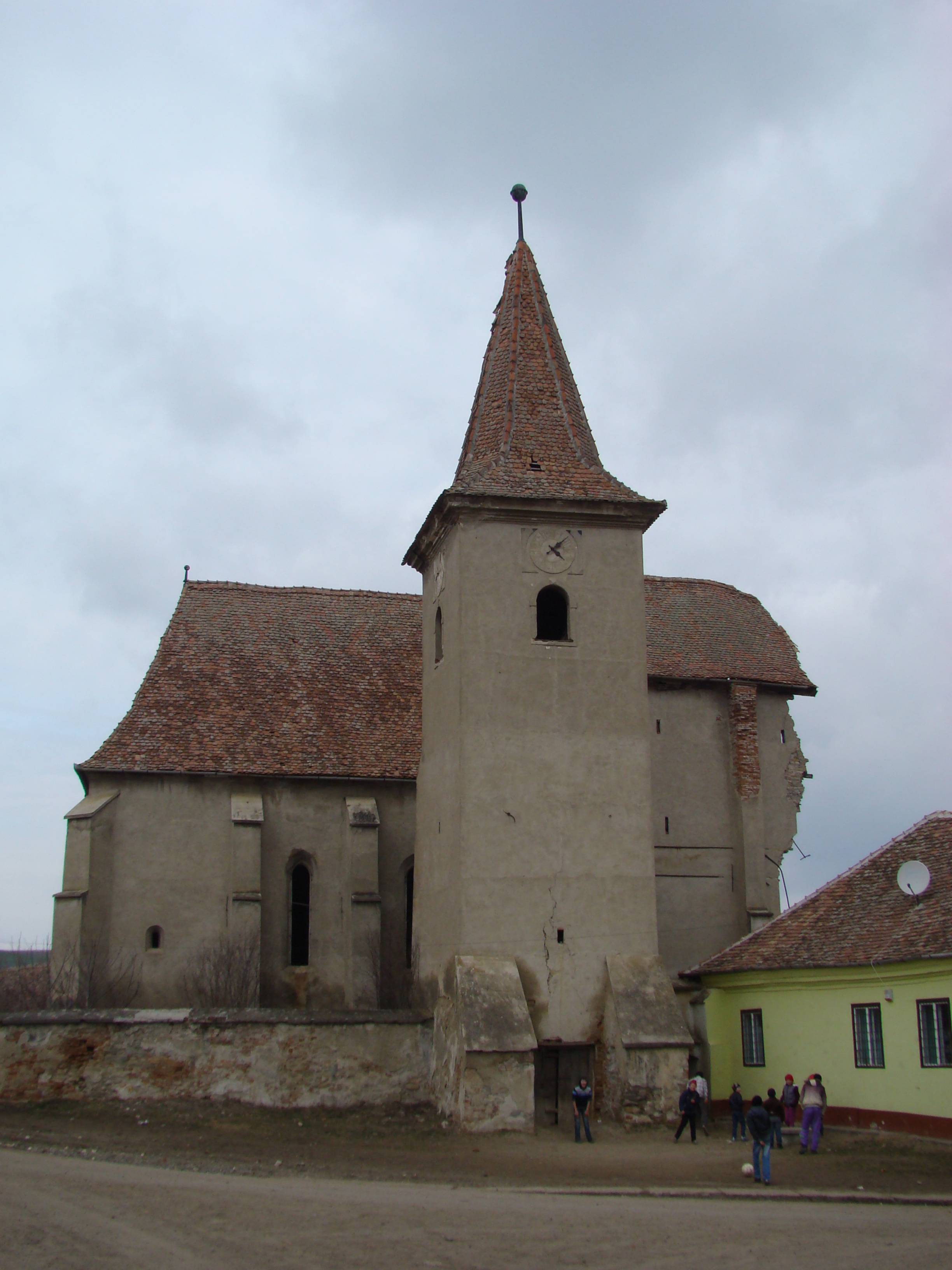
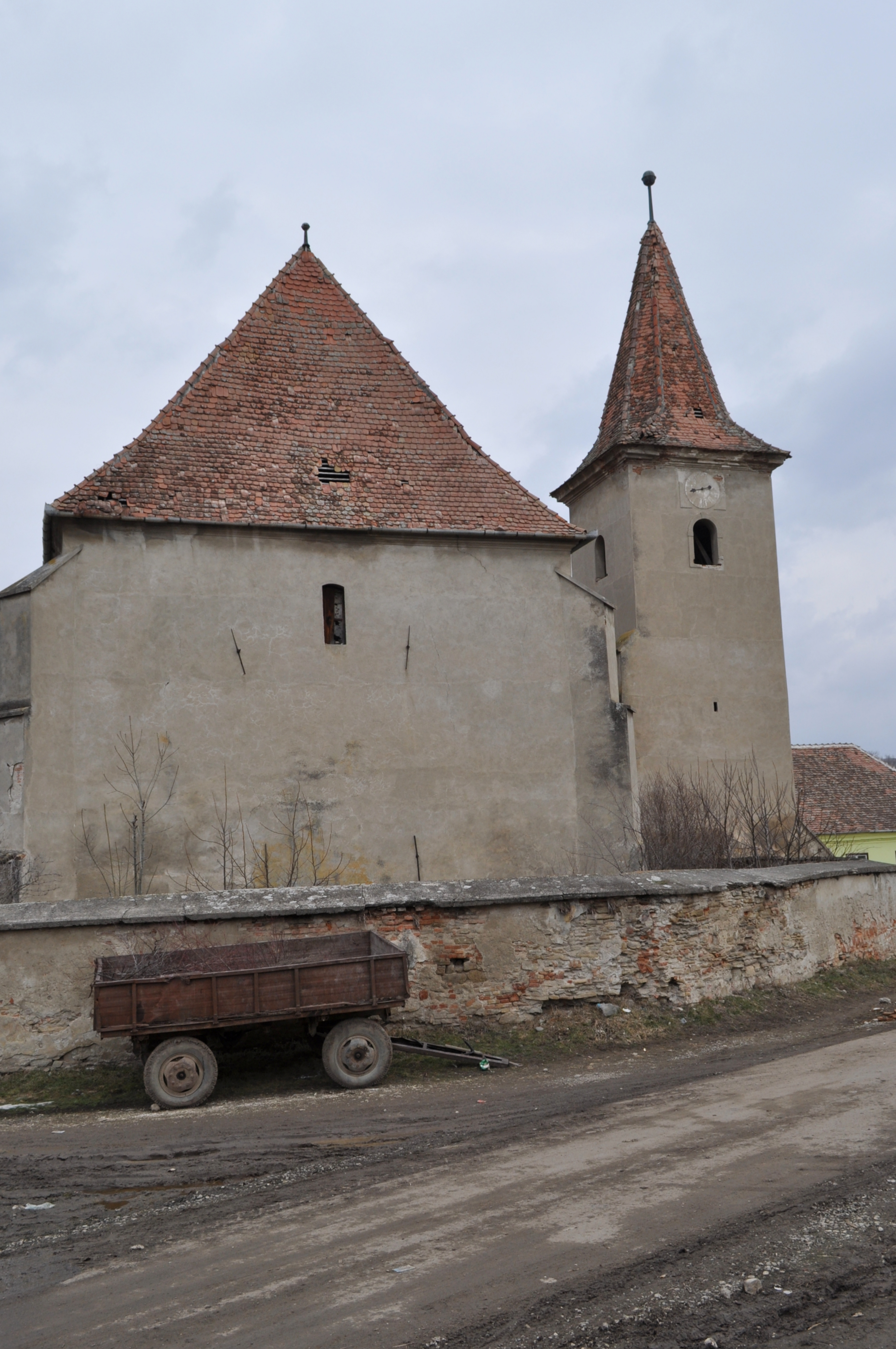
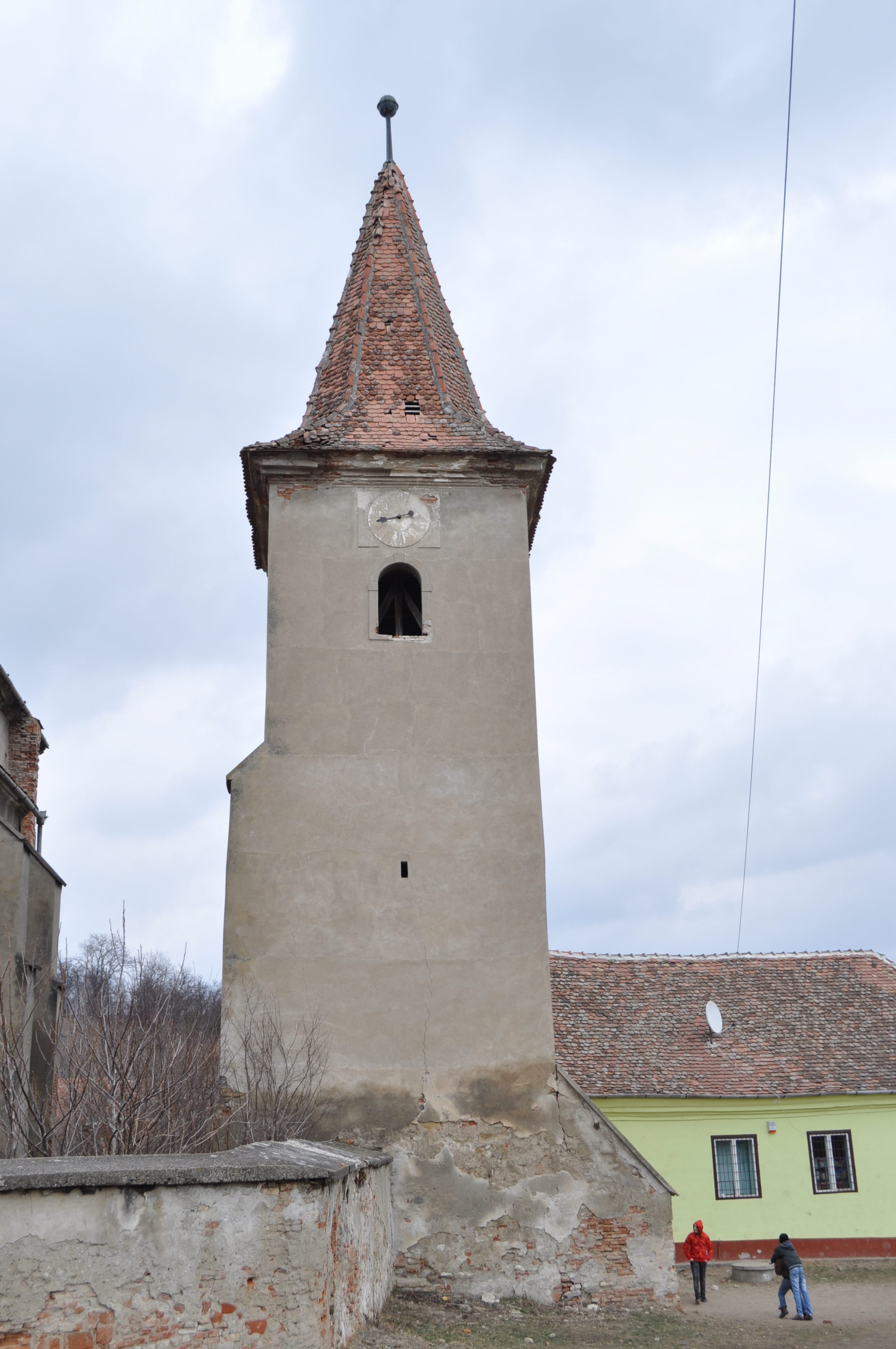
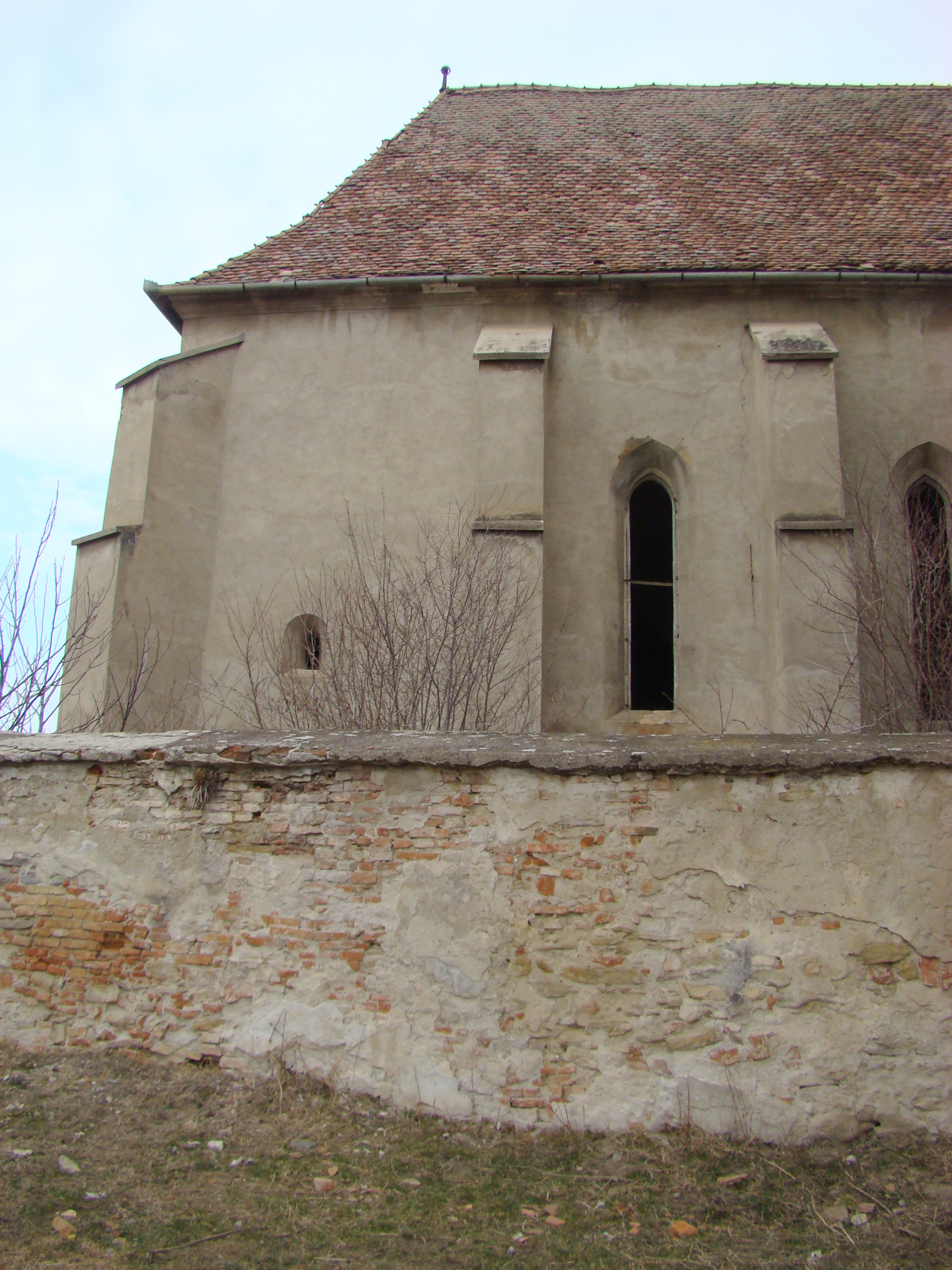
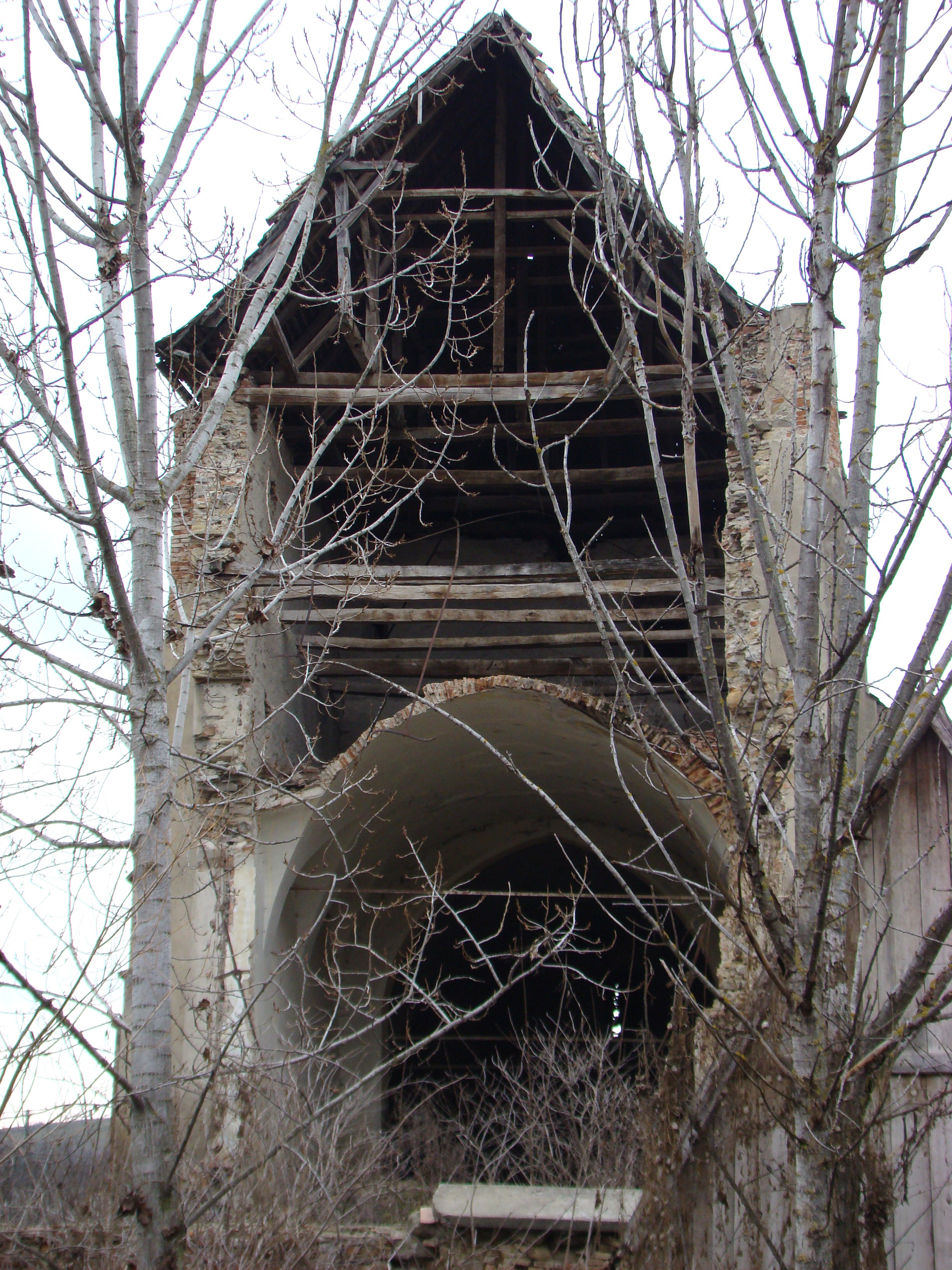
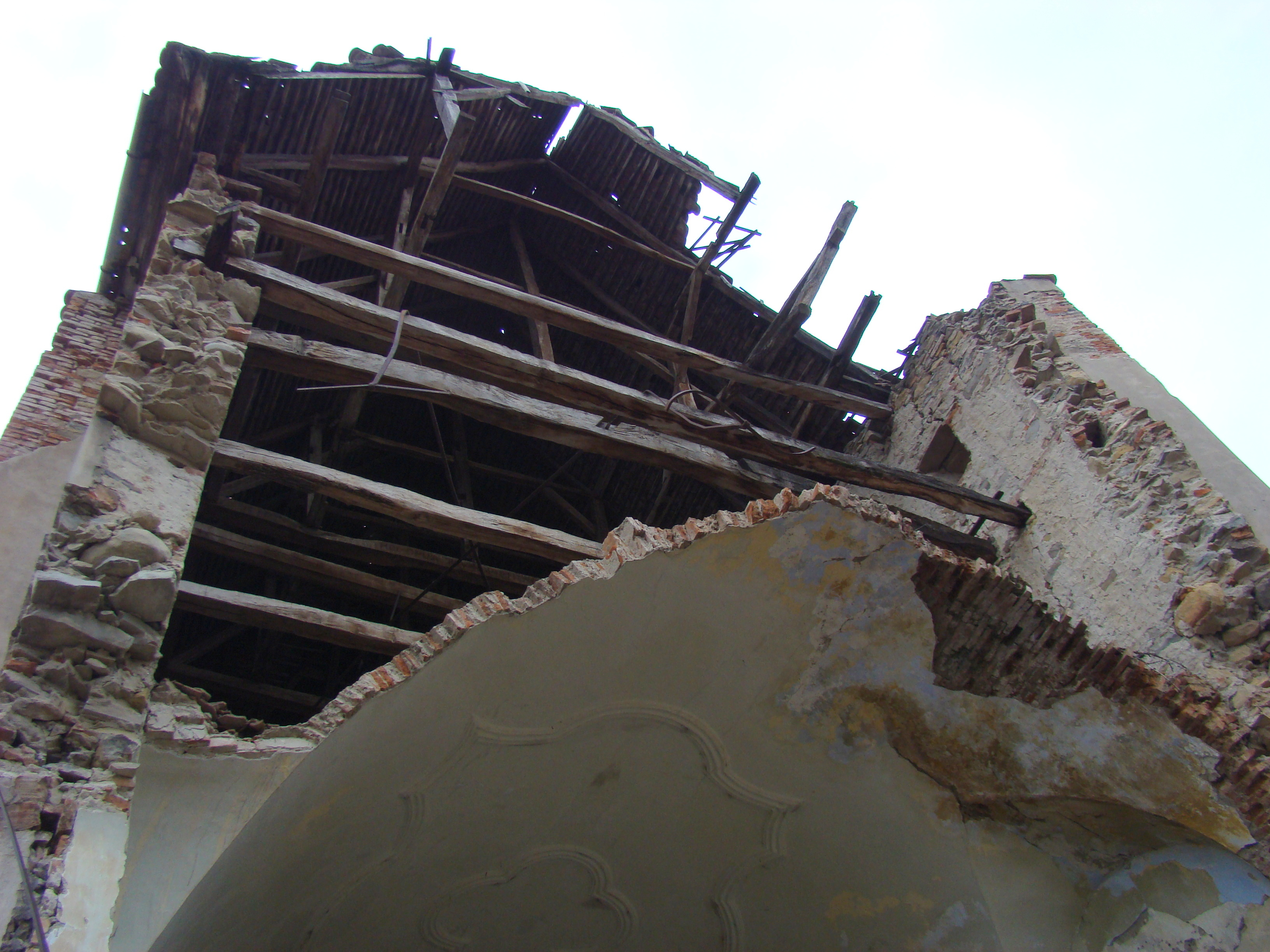
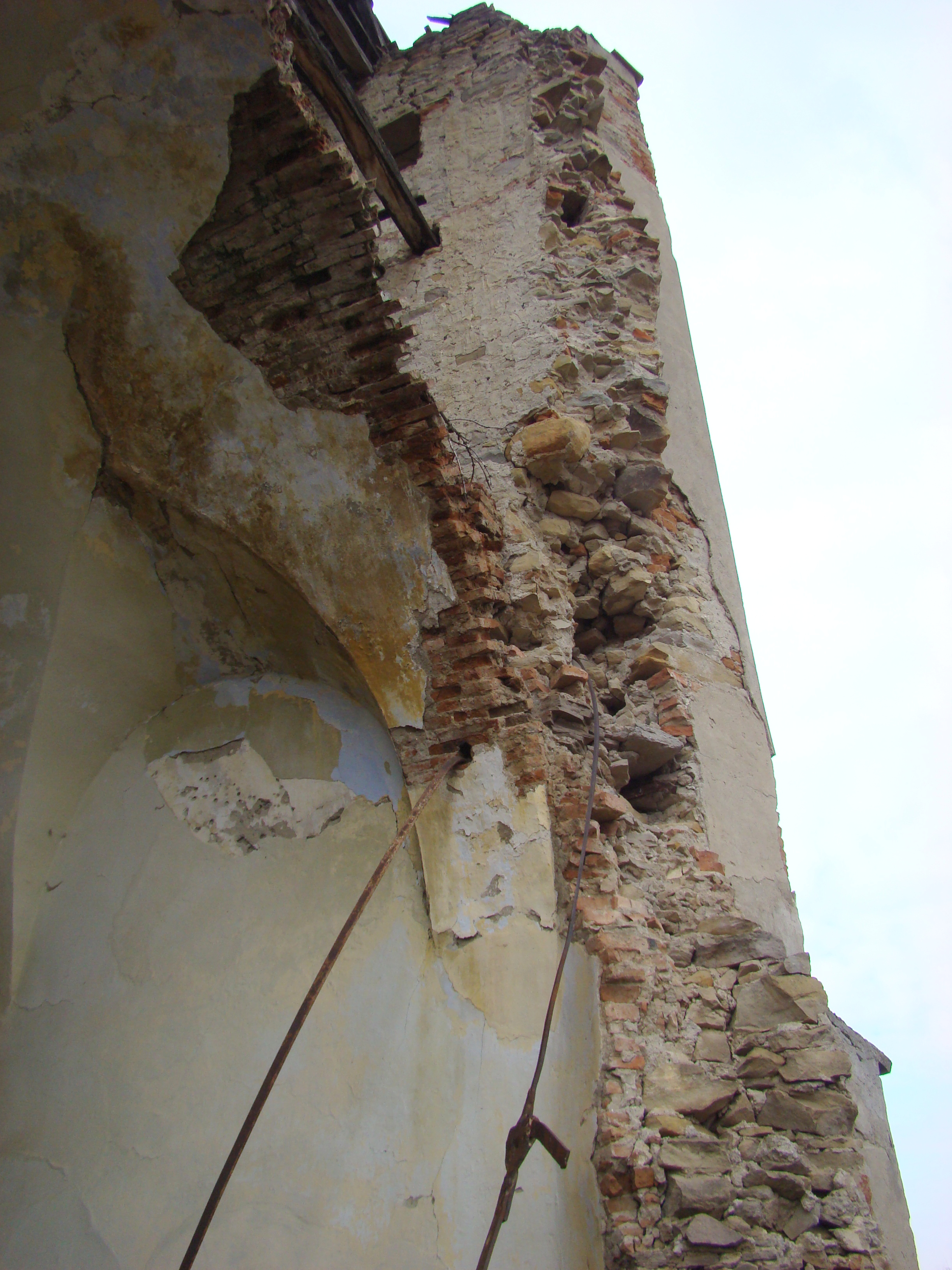
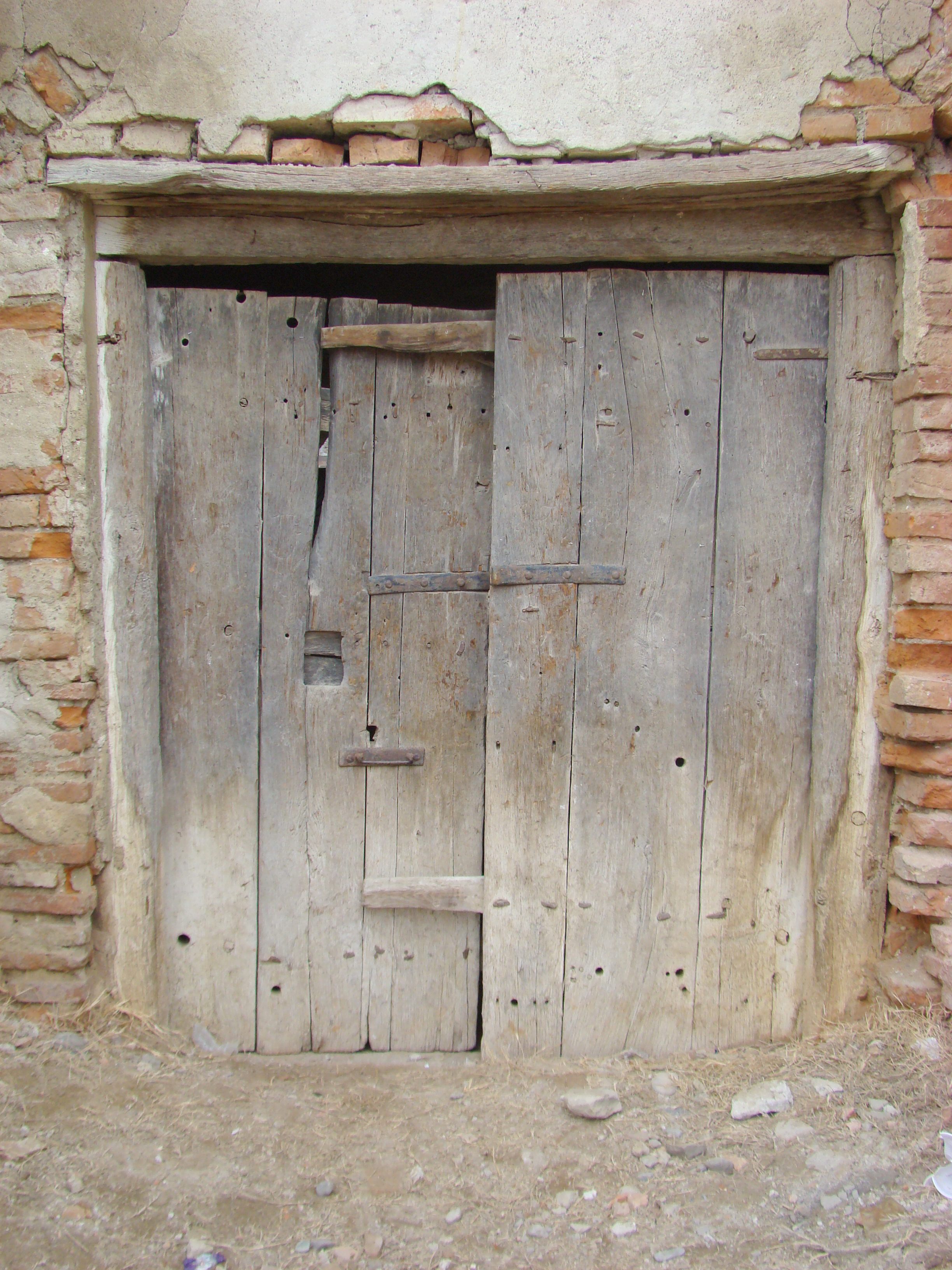

## Imagini din interior

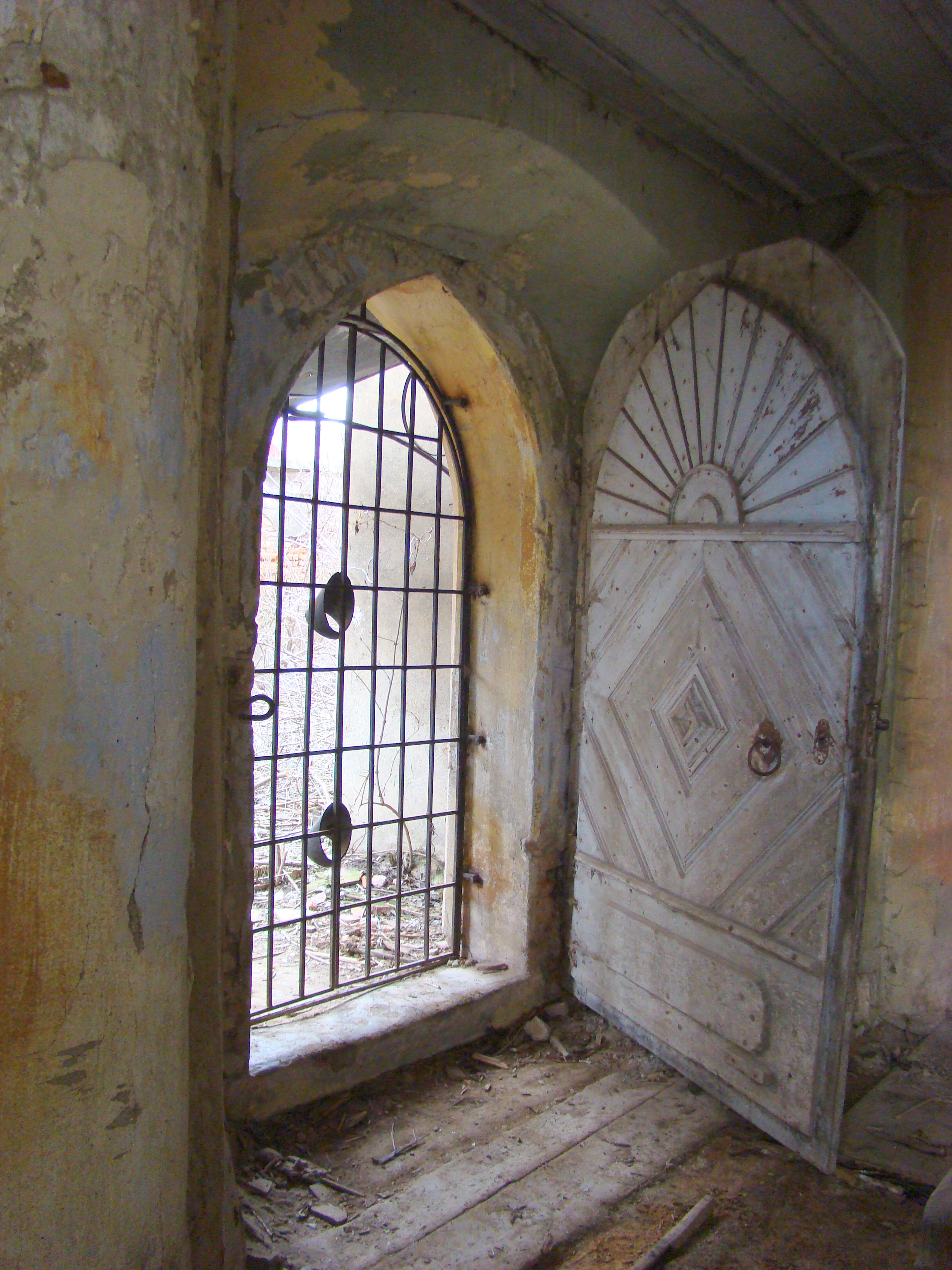
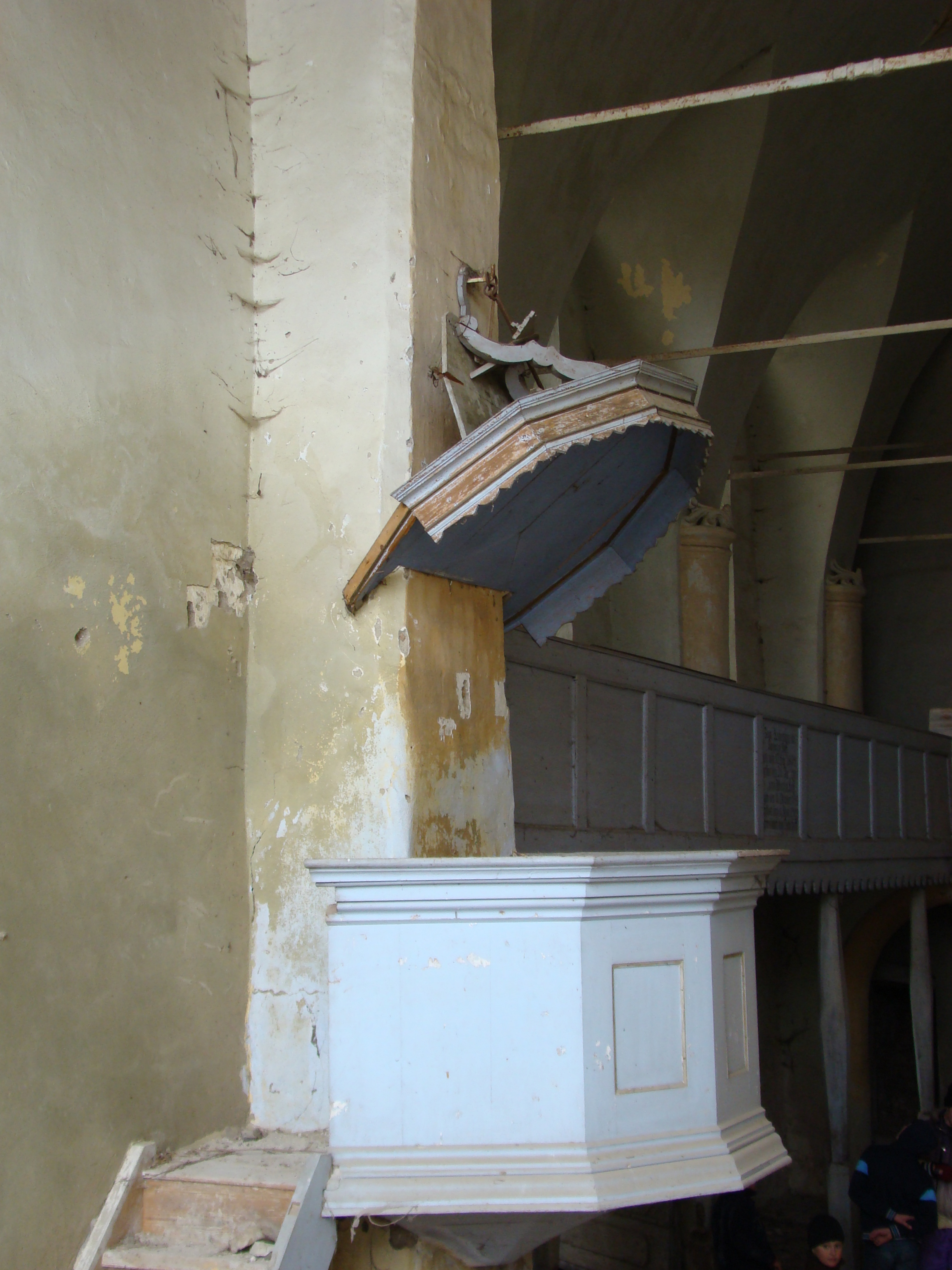
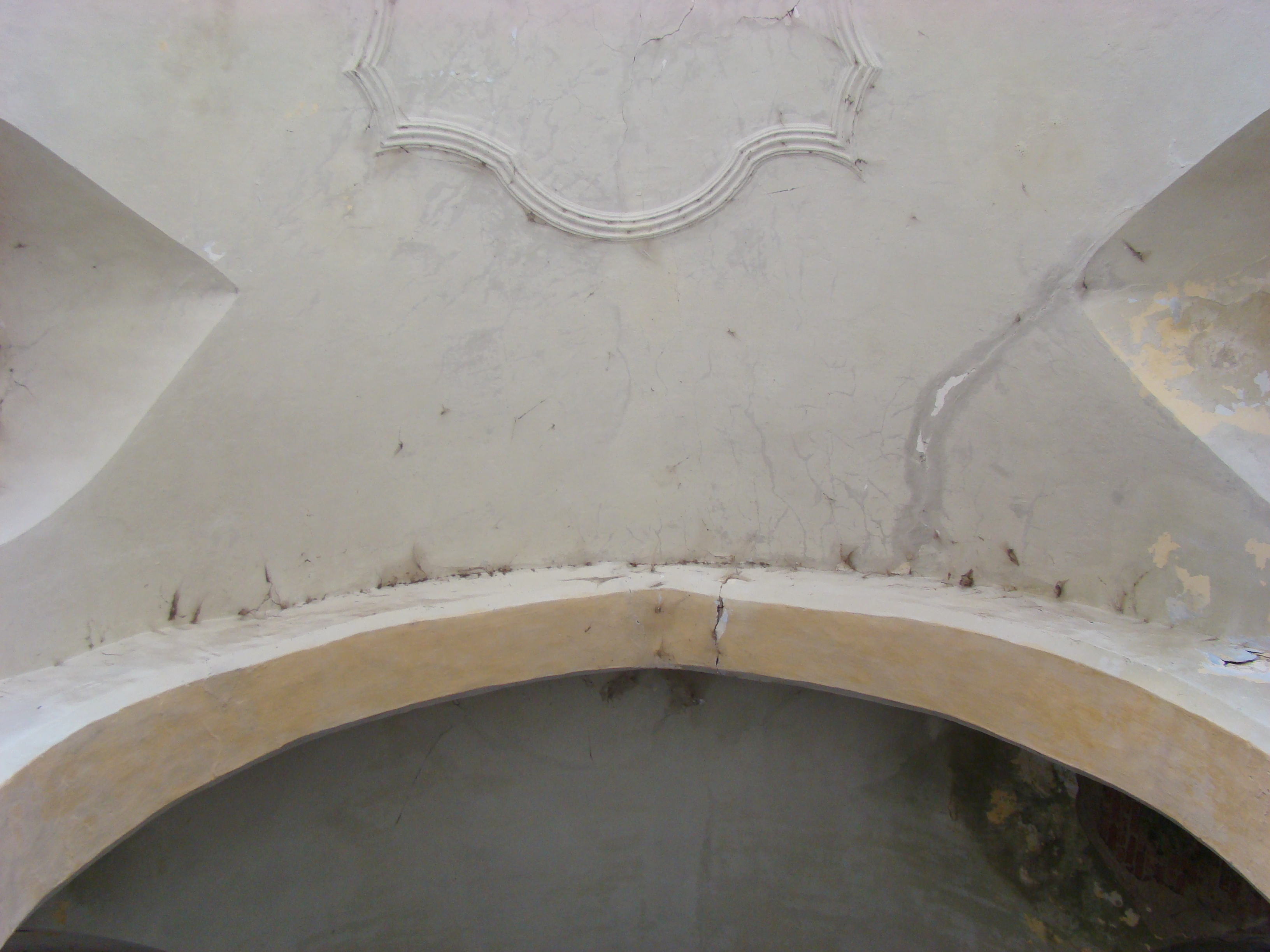
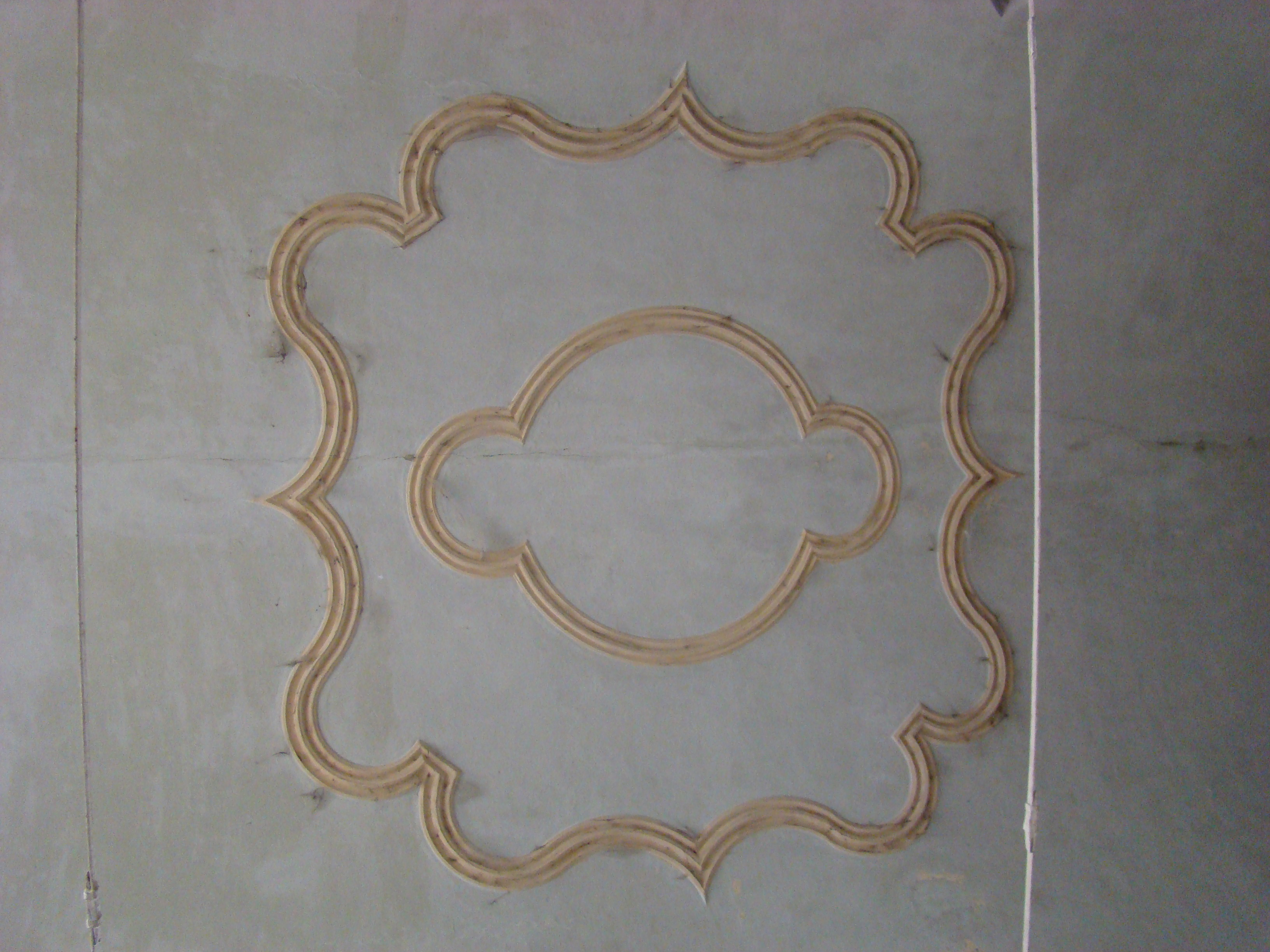
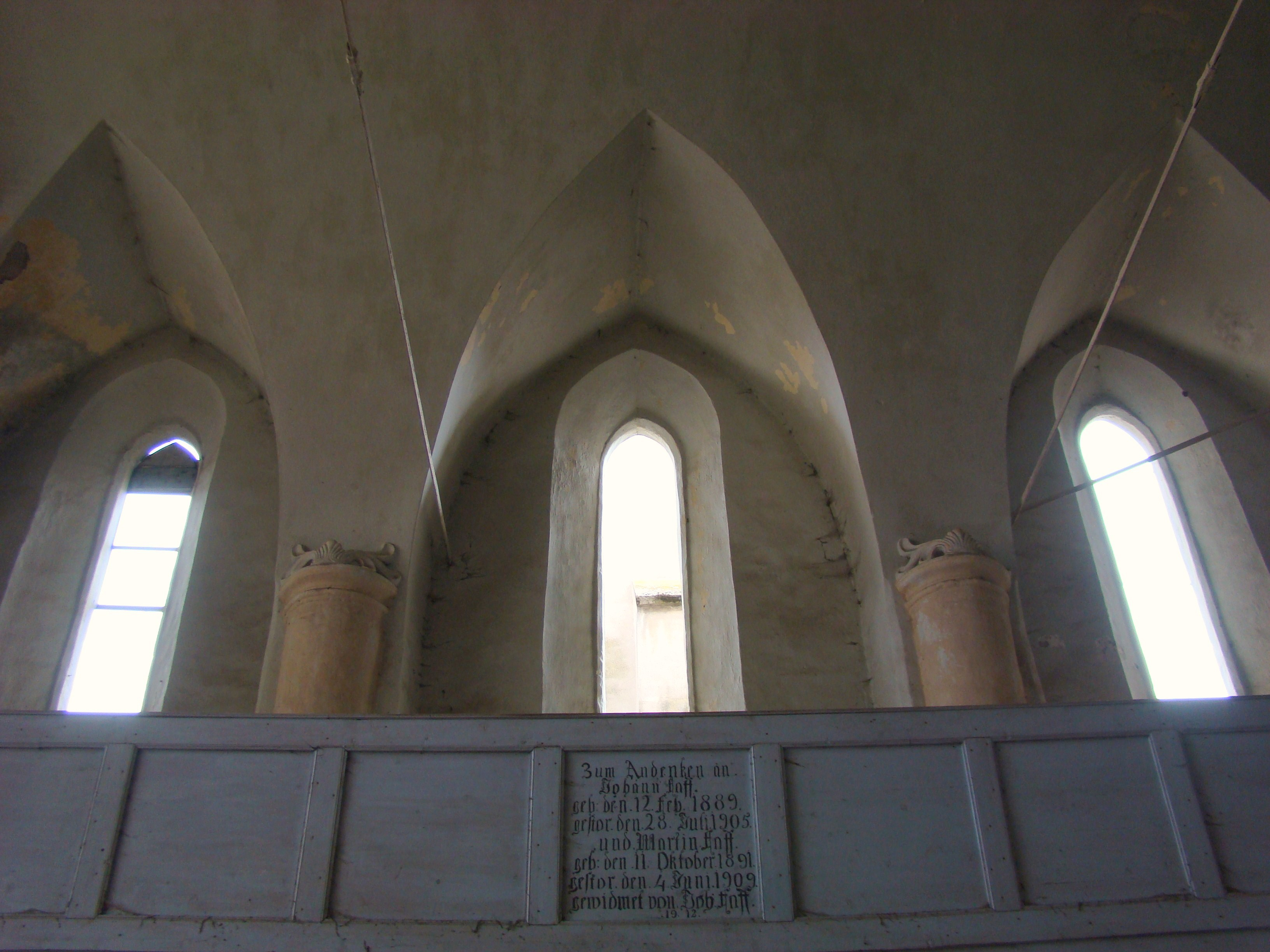
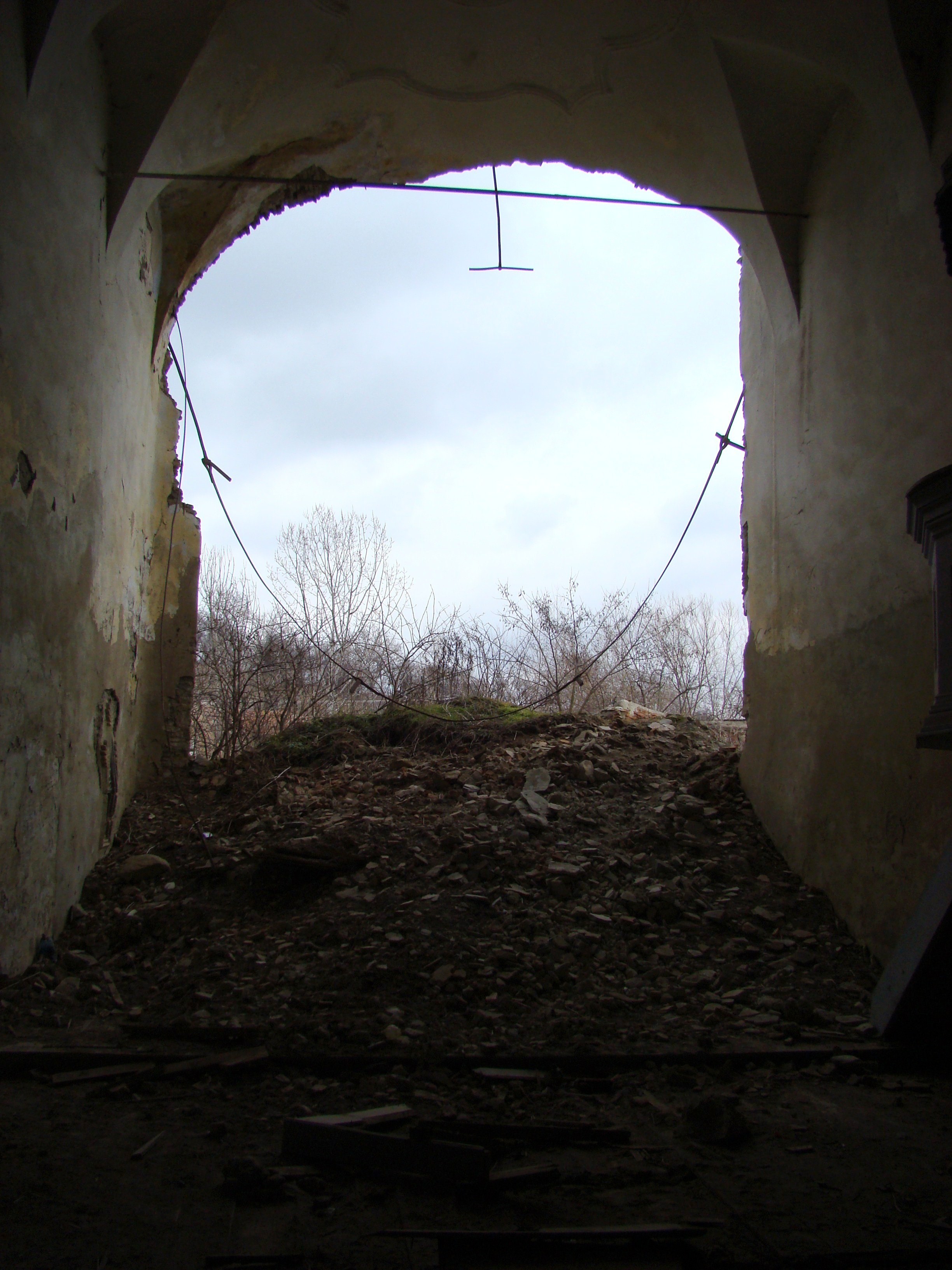
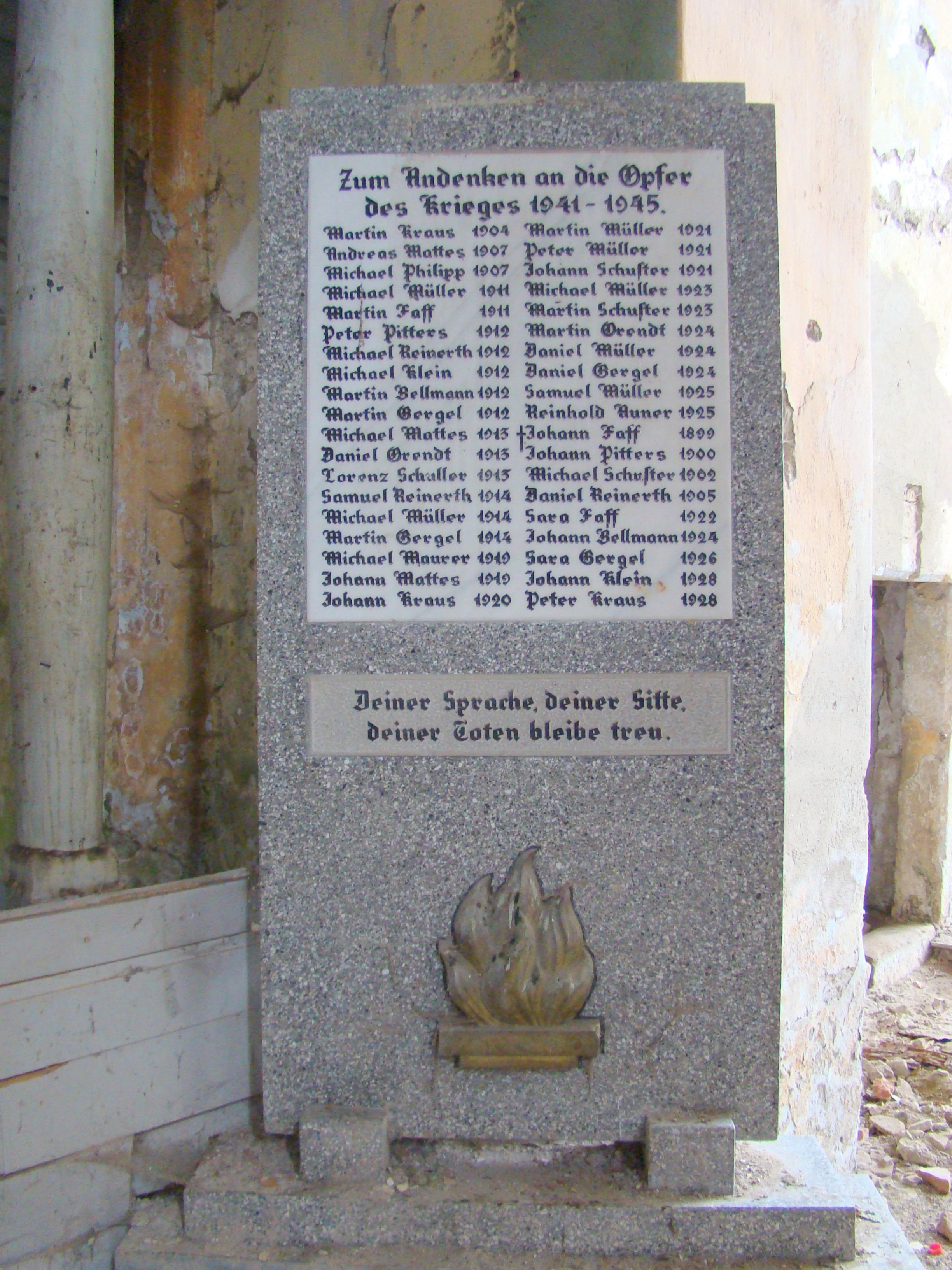
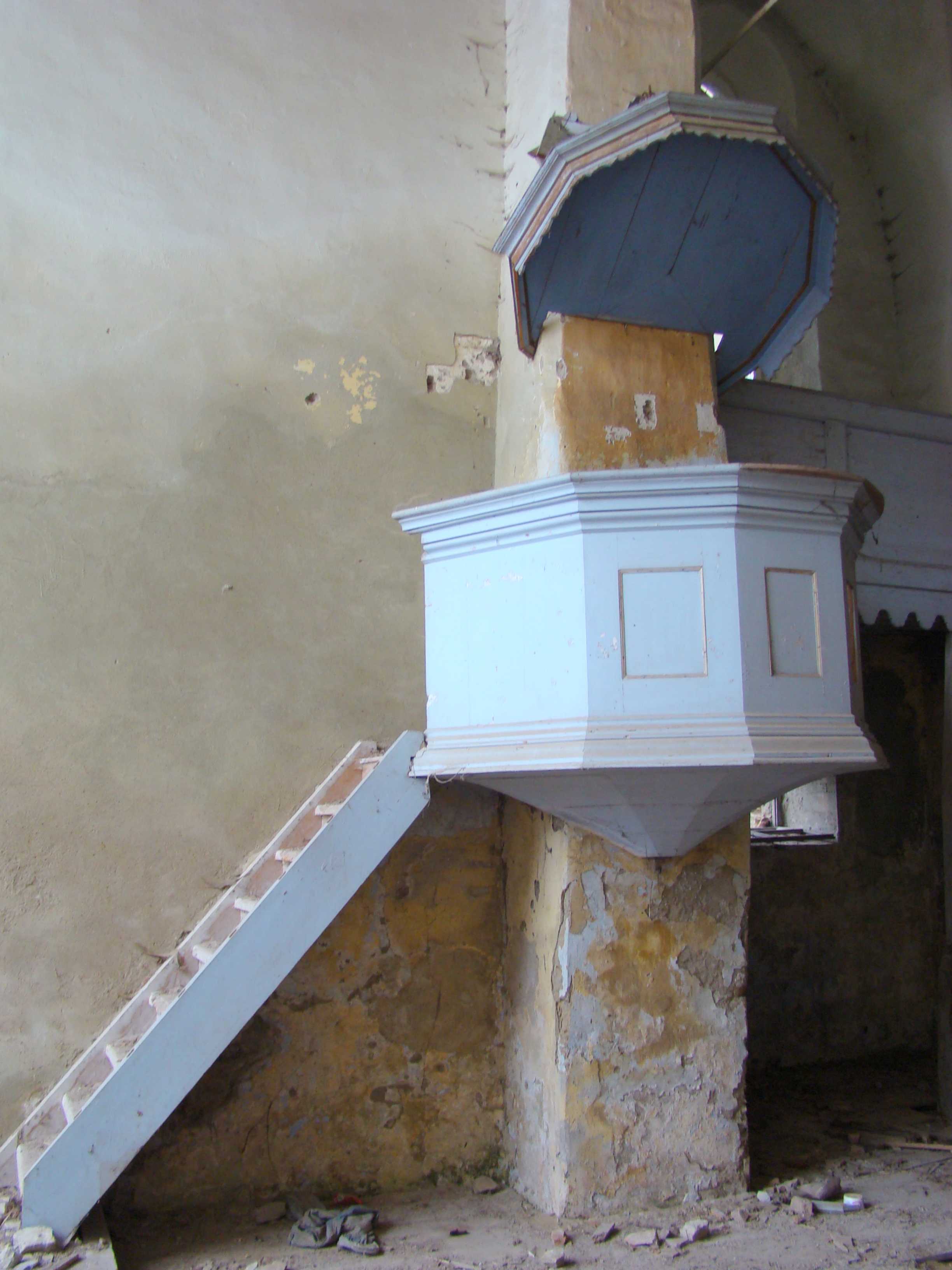